# Вест Појнт (Арканзас)
Вест Појнт (енгл. West Point) град је у америчкој савезној држави Арканзас.

## Демографија
По попису из 2010. године број становника је 185, што је 21 (12,8%) становника више него 2000. године.
| Група             | 2000.       | 2010.       |
| Белци             | 141 (86,0%) | 159 (85,9%) |
| Афроамериканци    | 6 (3,7%)    | 13 (7,0%)   |
| Азијати           | 0 (0,0%)    | 0 (0,0%)    |
| Хиспаноамериканци | 10 (6,1%)   | 13 (7,0%)   |
| Укупно            | 164         | 185         |